# Jean-Baptiste Claes
Jean-Baptiste Claes est un coureur cycliste belge né le 9 février 1937 à Lommel, en Belgique.

## Biographie
Jean-Baptiste Claes fait ses débuts en 1961 au sein de la formation Groene Leeuw. Il remporte notamment une étape du Critérium du Dauphiné libéré et est ainsi sélectionné par l'équipe nationale pour le Tour de France où il finira à la 36e place.
En 1975, il crée l'entreprise de prêt-à-porter JBC.

## Palmarès

### Palmarès amateur
- 1959
  - 2e étape du Tour du Limbourg amateurs
  - 2e du Circuit des régions flamandes amateurs
  - 3e de Bruxelles-Zonhoven
  - 8e du championnat du monde sur route amateurs
- 1960
  - 2e de Bruxelles-Zepperen
  - 2e du Tour des Flandres amateurs
  - 2e du Prix national de clôture
  - 2e du Week-end spadois

### Palmarès professionnel
- 1961
  - 4e étape du Critérium du Dauphiné libéré
  - Grand Prix du 1er mai - Prix d'honneur Vic De Bruyne
  - 2e du Tour des Flandres B
- 1962
  - Quatre Jours de Dunkerque :
    - 1re étape
    - 2e du classement général

  - 2e du Circuit Het Volk
  - 2e de Bruxelles-Verviers
  - 2e du Circuit des régions fruitières
- 1963
  - Grand Prix de la ville de Zottegem
  - 2e de Bruxelles-Verviers
  - 3e du Circuit Het Volk
  - 3e du Tour d'Hesbaye
- 1964
  - 3e du Grand Prix d'Aix-en-Provence
  - 3e du Circuit du Brabant central
  - 3e de Kessel-Lier
- 1966
  -  Champion de Belgique interclubs
  - 2e du Tour des Quatre Cantons
  - 3e du Tour du Limbourg
- 1967
  - Grand Prix Union Dortmund
  - Harelbeke-Poperinge-Harelbeke
  - Grand Prix de Hannut
  - 2e des Quatre Jours de Dunkerque
  - 2e de Kessel-Lier
- 1968
  - Grand Prix de la ville de Vilvorde

## Résultats sur les grands tours

### Tour de France
3 participations
- 1961 : 36e
- 1962 : 52e
- 1964 : 79e

### Tour d'Italie
2 participations
- 1965 : 49e
- 1968 : abandon